# Xã Sandsville, Quận Polk, Minnesota
Xã Sandsville (tiếng Anh: Sandsville Township) là một xã thuộc quận Polk, tiểu bang Minnesota, Hoa Kỳ. Năm 2010, dân số của xã này là 67 người.